# Heliophanus canariensis
Heliophanus canariensis là một loài nhện trong họ Salticidae.
Loài này thuộc chi Heliophanus. Heliophanus canariensis được Wanda Wesołowska miêu tả năm 1986.